# Eristena marginalis
Eristena marginalis là một loài bướm đêm trong họ Crambidae.